# Нью-Йоркская каморра
Нью-Йоркская каморра (англ. New York Camorra) или Бруклинская каморра (англ. Brooklyn Camorra) — общее название нескольких организованных преступных групп конца XIX и начала XX века, которые сформировались среди итальянских иммигрантов из Неаполя и прилегающего региона Кампания, проживающих в Большом Нью-Йорке, особенно в Бруклин. В начале XX века самым влиятельными силами преступного мира Нью-Йорка были сицилийские группировки из итальянского Гарлема и неаполитанские из Бруклина, иногда называемые Бруклинской каморрой, поскольку неаполитанская организованная преступность известна как каморра.

## Предыстория
На XIX и начала XX веков в Нью-Йорке насчитывалось около 500 000 итальянских иммигрантов, в основном выходцев из бедных южных регионов Италии, большинство из которых были вынуждены выживать в сложных социальных и экономических условиях. Неудивительно, что в итальянской общине Нью-Йорка процветала преступность, в том числе организованная. О деятельности неаполитанской каморры в Нью-Йорке впервые написала газета The New York Times в 1885 году, сообщив что каморра занимается вымогательством, иммигрантским и трудовым рэкетом.
По словам историка Арриго Петакко, итальянская иммиграция «сделала состояния для спекулянтов и землевладельцев, но она также превратила окрестности в своего рода человеческий муравейник, в котором преобладали страдания, преступления, невежество и грязь». По словам социолога Гумберта С. Нелли: «Итальянское сообщество Нью-Йорка предлагало прибыльный рынок для незаконной деятельности, особенно азартных игр и проституции. Это также обеспечило огромный рынок для продуктов из родины и с Западного побережья, таких как артишоки и оливковое масло, распространение которых криминальные элементы пытались контролировать».

## Первые боссы каморры

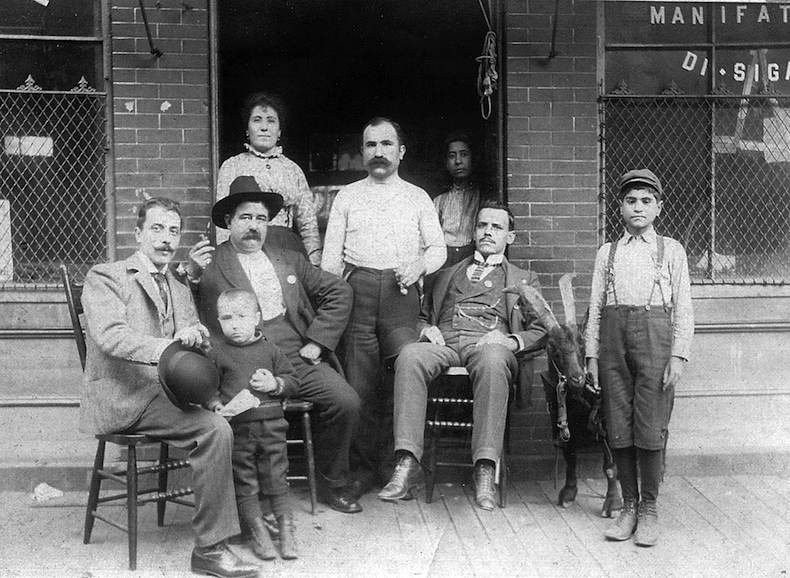
Джозуэ Галлуччи (в центре) возле сигарной лавки Gallucci's на Восточной 109-й улице (ок. 1900 года).

Одним из видных авторитетов неаполетанской каморры был Энрико Альфано, который стал одной из главных целей борца с итальянской организованной преступности сержанта полиции Джозефа Петрозино, главы Итальянского отряда Полиции Нью-Йорка. В 1910—1915 годах некоронованным королём Маленькой Италии был Джозуэ Галлуччи, уроженец Неаполя, заработавший состояние на «итальянской лотерее», который использовал неаполитанские и сицилийские уличные банды в качестве своих силовиков, а политические связи обеспечили ему неприкосновенность от правоохранительных органов.

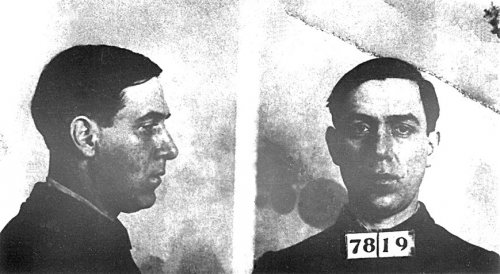
Фотография Алессандро Воллеро

Кроме них в Нью-Йорке существовали другие банды, которые происходили от неаполитанской каморры, но состояли из американцами. Самыми известными и крупными в Нью-Йорке бандами каморры были неаполитанская банда с Нэви-стрит, возглавляемую Алессандро Воллеро и Леопольдо Лауритано, и неаполитанская банда с Кони-Айленда во главе с Пеллегрино Морано.
Воллеро и Лауритано владели кофейней на Нэви-стрит 133 в Бруклине, которая использовалась как штаб-квартира банды, в основном состоявшей из неаполитанцев и часто называвшейся каморра. Морано вместе с Тони Парретти руководил бандой из своего ресторана Santa Lucia недалеко от парков развлечений Кони-Айленда, их основным источником доходов были азартные игры и торговля кокаином Банды не были жестко структурированными организациями, а скорее свободными ассоциациями, члены которых работали сами на себя, хотя Морано был одним из лидеров, инициировавших новобранцев в качестве каморристов.
Обе банды изначально выступали вместе против сицилийской семьи Морелло из итальянского Гарлема, ведя борьбу за контроля над рэкетом в Нью-Йорке. Каморристы пытались нажиться на прибыльном бизнесе по поставке артишоков, но оптовые торговцы сопротивлялись их угрозам. В конце концов, была заключена сделка, по которой «налог» в размере 25 долларов взимался с каждой доставленной машины с артишоками под угрозой кражи лошадей торговца или порчи их товара. Торговцев углём и льдом также оказалось трудно обложить данью, а прибыль групп подобного рэкета была не такой большой, как они ожидали. В конце концов, каморра проиграла войну мафии и сошла со сцены.

## Война каморры и мафии

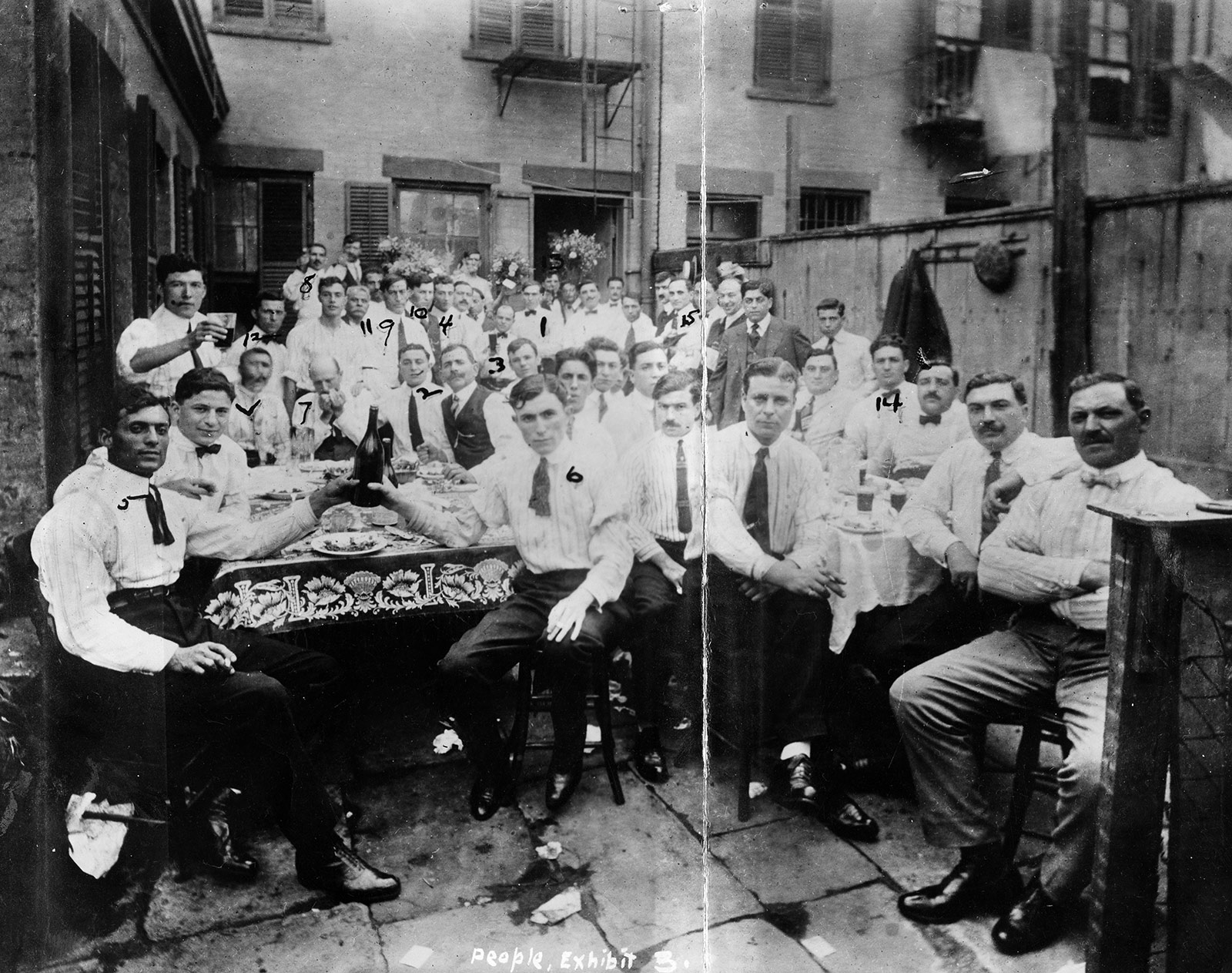
Фотография банды Нэви-стрит использованная в качестве доказательства обвинения на суде в 1918 году.

Борьба за контроль над рэкетом в Нью-Йорке между сицилийцами и неаполитанцами в корнце конце привела к кровавой война между мафией и каморрой. Война началась после убийства Джозуэ Галлуччи и его сына 17 мая 1915 года. Насилие и череда убийств вызвали реакцию властей. Полиция убедила члена бруклинской Банды Нэви-стрит Ральфа «Цирюльника» Даниэлло дать показания против бывших соратников, которые совершили 23 убийства. В ноябре 1917 года несколько Больших жюри вынесли 21 обвинительный акт. На судебных процессах некоторые преступники называли банды с Нэви-стрит и Кони-Айленда как «каморра» и использовали слово «мафия» для идентификации групп из Восточного Гарлема.
Судебные процессы 1918 года полностью ликвидировали банду Нэви-Стрит. Показания, данные их членами банды разрушили внутреннюю защиту от правоохранительных органов, которой они когда-то пользовались. Исчезновение банд означало конец каморры в Нью-Йорке и приход к власти их соперников, базирующихся в Америке групп сицилийской мафии. После падения нью-йоркской каморры неаполитанские или кампанские организованные преступные группы в Нью-Йорке были поглощены или слились с доминирующими в Нью-Йорке группами сицилийской мафии, создав современную итало-американскую мафию, которая все больше будет состоять не только из сицилийцев, но и из выходцев из других регионов Италии и их потомков. Будущие итало-американские гангстеры, происходящие из Неаполя или Кампании, такие как Вито Дженовезе, действовали уже в семьях итало-американской мафии, в которых точный итальянский регион происхождения итало-американского гангстера не имел большого значения.